# Boong-ke Wisła tại Toruń

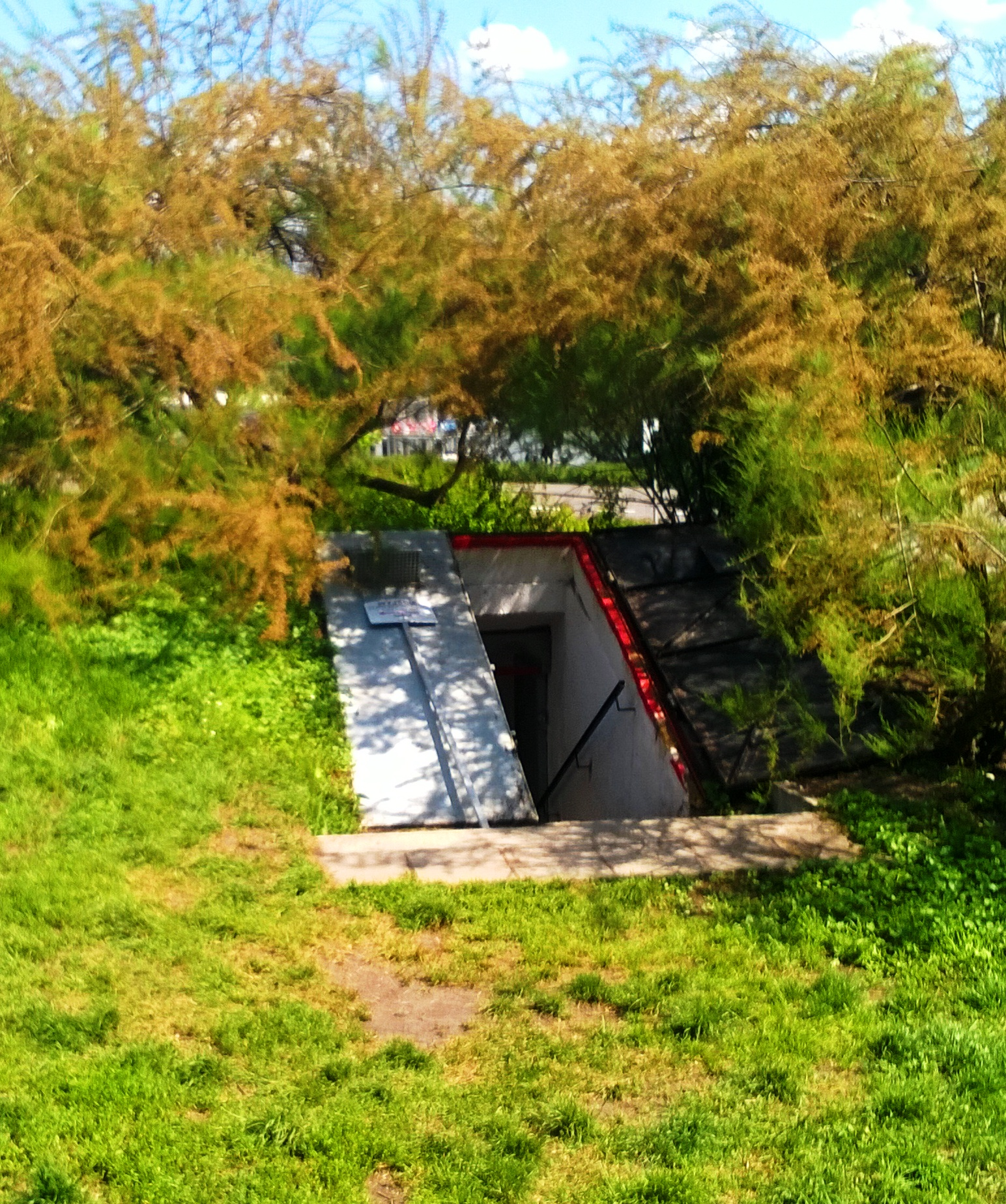
Boong-ke

Boong-ke Wisła tại Toruń từng làm Boong-ke trong các cuộc không kích của Đức từ Thế chiến II.

## Vị trí
Boong-ke nằm ở trung tâm thành phố, sau tường thành thuộc Thị trấn thời Trung Cổ Toruń tọa lạc tại số 10 phố Bulwar Filadelfijski,  ngay gần khách sạn Bulwar và Cổng Tu viện.

## Đặc điểm của boong-ke

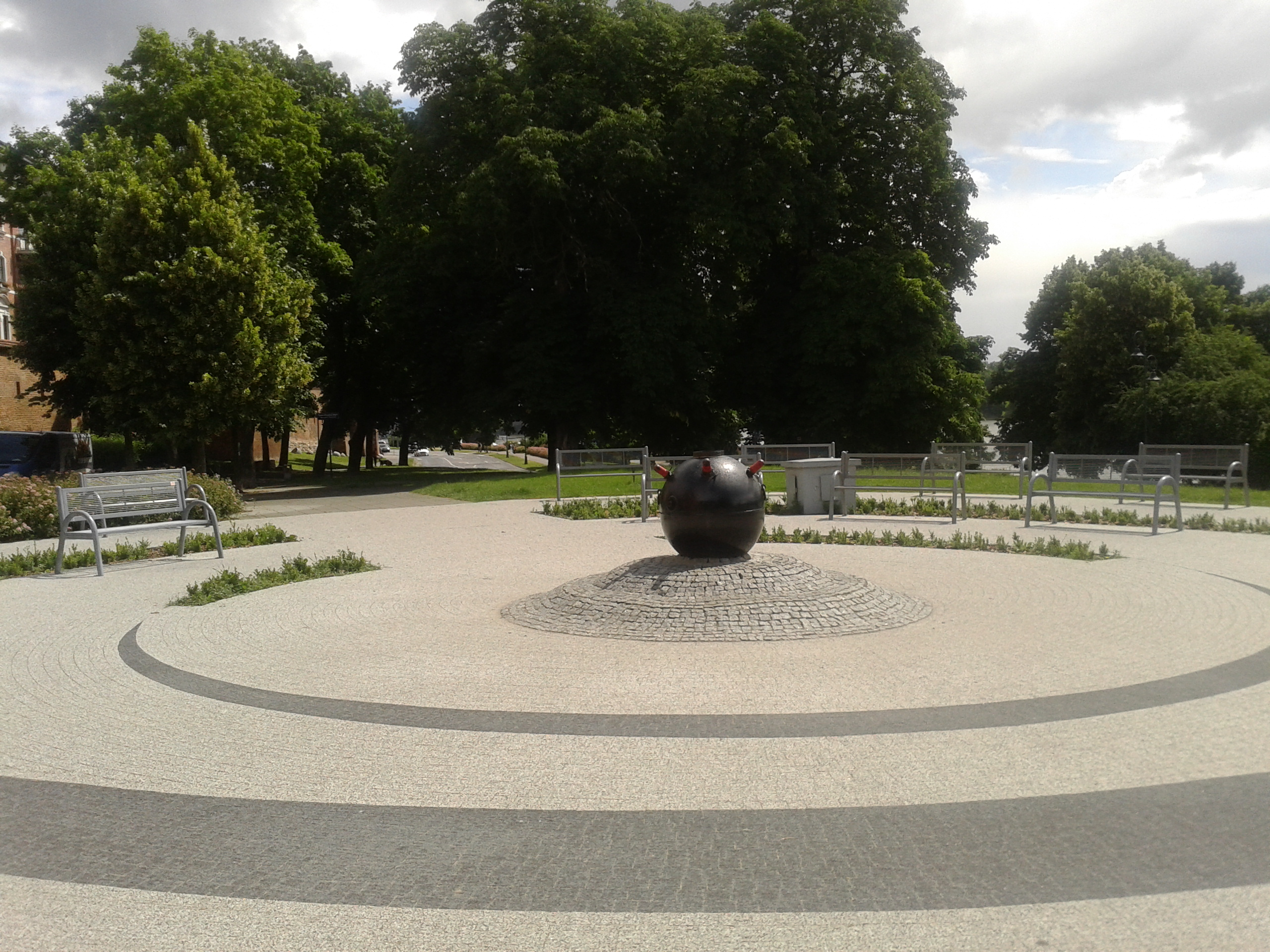
Boong-ke nằm dười khuôn viên Quảng trường Trường Sĩ quan Hải quân,

Boong-ke nằm sâu 3m dưới lòng đất, được đưa vào sử dụng ngày 11 tháng 10 năm 1943, có khả năng chứa khoảng 100 người . Nguyên vật liệu để  xây boong-ke là các khối bê tông đổ và bê tông đúc sẵn. Boong-ke được trang bị hệ thống thông gió trọng lực ba van một chiều. Nguồn cung cấp điện là từ bên ngoài hầm .
Boong-ke bao gồm hai lối vào có cửa kín khí, hành lang hình zic zắc và một lối thoát hiểm .
Boong-ke có khả năng bảo vệ, tránh sát thương từ các mảnh bom và sóng xung kích, nhưng không thể bảo vệ nếu địch sử dụng vũ khí hóa học .
Boong-ke được tái thiết và sửa sang với mục đích trở thành bảo tàng tham quan vào mùa xuân năm 2015 . Chương trình tương tác (mô phỏng một cuộc tập kích ném bom) diễn ra khoảng 20 phút một lần.  

## Giờ mở cửa
Bảo tàng mở cửa  từ 10h00 đến 18h00, tất cả các ngày trong tuần .